# 마천승
마천승(馬千乘, 1570-1613)은 명나라의 석주선무사이자 제27대 석주선무사로, 진양옥의 남편이다. 자는 초용(肖容)이다.
마천승은 제26대 석주토사 마두곡의 장남이고, 어머니는 부인 담씨이다.
만력 16년(1588년) 석주 산하의 용양동토사 담언상이 반란을 일으켜 석주의 통치에서 벗어나려 하였다. 마천승은 마두곡의 명을 받들어 토벌하러 가서 용양동을 함락시켰고, 담언상은 홀로 도망쳤다. 만력 22년(1594년) 마두곡은 조정의 허가 없이 은광을 채굴하다 누군가의 제보를 받아 '민산업을 파괴하고 조정과 이익을 쟁취한다'는 죄목으로 파관하고 유배되었고, 마천사에게 토사직을 계승하라고 명령했지만, 석 달 안에 10만 냥의 은을 납부하지 않으면 개토하겠다는 조건을 내걸었으며, 결국 은을 납부하지 못하게 된 마천사는 관직을 해임당해 투옥됐다.
마천승의 어머니 담씨는 파주토사 양응룡으로부터 은 10만 냥을 빌려서 납부하였다. 명정은 마천승을 새 석주선무사로 임명하였는데, 그 나이가 어렸으므로 담씨가 당분간 청정을 맡게 되었다.
만력 23년(1595년) 7월에, 마씨 일족의 마두린이 군사를 일으켜, 담씨가 마천승을 데리고 피난을 떠나게 되었다. 이와 동시에 양응룡이 명정에 의해 관군을 습살한 죄명으로 관직에서 파직당하자, 명정은 파주의 세력을 견제하기 위해 마천승에게 다시 관직을 맡겼다. 이후 담씨와 마천승은 석주로 돌아왔다. 
만력 25년(1597년) 7월, 양응룡이 귀주의 역을 일으키며 명군이 출동하자 마천승은 부인 진양옥과 삼천명의 인솔들과 함께 명군에 합류하였으며, 진양옥은 500명의 병사들을 이끌고 파주토병에 맞섰다. 이듬해 1월 2일, 명군이 설날을 즐기는 틈을 타 파주토병이 야습을 감행하자 마천승 부부는 백간병을 이끌고 그를 격퇴한 후 파주에 들어가 금축 등 칠채를 연파했다. 이어 유양토사 장약룡 등과 함께 삼목관(木木關)을 차지해 파주토병을 대파하고 남천로(南川路)에서 전적 1위의 전공을 세웠다.
만력 38년(1610년) 사천등처포정사사 중경부 충주율도현민 탄량좌 등이 약탈 및 살인죄 등의 죄목으로 마천승을 고발하자 만력제가 이 사건을 엄하게 조사하라고 명하였다.
만력 40년(1612년)에 마천승이 투옥되었으며, 얼마 지나지 않아 마천승이 운양에서 옥사하자 그의 아내 진양옥이 그 직무를 대행하였다.

## 참고 문헌
- 葛镇亚. “播州土司和石砫土司的关系考证”. 《重庆三峡学院学报》 30 (150). doi:10.3969/j.issn.1009-8135.2014.02.003.
- 明史　卷三百一十二　列传第二百　四川土司二